# John Mosquera
John Edison Mosquera Rebolledo (Cali, 8 maggio 1990) è un calciatore colombiano, centrocampista del Viktoria Plzeň.

## Palmarès

### Club

#### Competizioni nazionali
- Campionato colombiano: 1

Atlético Nacional: 2017-I
- Copa Colombia: 2

Atlético Nacional: 2016, 2018
- Súper Liga: 1

Atlético Nacional: 2016

#### Competizioni internazionali
- Recopa Sudamericana: 1

Atlético Nacional: 2017